# محمد سبول
محمد سبول (مواليد 17 نوفمبر 2001)؛ هو لاعب كرة قدم مغربي يلعب كظهير أيسر لصالح نادي عجمان الإماراتي.

## مسيرته
بدايته كانت مع صغار أكاديمية محمد السادس لكرة القدم، ونظرا لعدة ظروف لم يتمكن من إكمال المشوار هناك، لعب آخر مبارياته بقميص الأكاديمية ضد الرجاء، ثم تلقى اتصالا من طرف المسؤولين بنادي الرجاء الرياضي للإلتحاق بالفريق، خضع لفترة من الاختبارات، اجتازها بنجاح. وانظم إلى نادي الرجاء في عام 2020 و أعير إلى نادي اتحاد طنجة في عام 2022 وانتقل إلى نادي باستيا الفرنسي في مطلع عام 2024 وانتقل إلى نادي عجمان الإماراتي في صيف عام 2024.

## روابط خارجية
- محمد سبول على موقع قاعدة بيانات كرة القدم.إي يو (الإنجليزية)
- محمد سبول على موقع Soccerway.com (الإنجليزية)